# La voz dormida
Pour plus de détails, voir Fiche technique et Distribution.
La voz dormida est un film espagnol réalisé par Benito Zambrano, tiré du roman éponyme. Il a été tourné en 2011, principalement dans l'ancienne prison de Huelva.

## Synopsis
De même que le roman de Dulce Chacón, le film traite de la répression franquiste pendant l'après-guerre espagnole à travers la vie de Pepita (María León), une Andalouse qui s'installe à Madrid où est incarcérée sa sœur Hortensia (Inma Cuesta). Pepita tombe amoureuse d'un guérillero, Paulino (Marc Clotet).

## Fiche technique
- Titre : La voz dormida
- Titre anglais : The Sleeping Voice
- Réalisation : Benito Zambrano
- Scénario : Ignacio del Moral, Benito Zambrano et Carmen López-Areal (coscénariste) d'après le roman de Dulce Chacón
- Musique : Magda Rosa Galban et Juan Antonio Leyva
- Photographie : Alex Catalán
- Montage : Fernando Pardo
- Société de production : Audiovisual Aval, Maestranza Films et Warner Bros.
- Pays :  Espagne
- Genre : Drame et guerre
- Durée : 128 minutes
- Dates de sortie : 
  -  Espagne : 21 octobre 2011

## Distribution
- Inma Cuesta : Hortensia Rodríguez García
- María León : Josefa « Pepita » Rodríguez García
- Marc Clotet : Paulino González
- Daniel Holguín : Felipe Vargas Cavalier
- Miryam Gallego : Doña Amparo
- Meri Rodríguez : Jessica
- Susi Sánchez : Sor Serafines
- Ana Wagener : Mercedes
- Antonio Dechent : juge instructeur
- Berta Ojea : Florencia « la Zapatones »
- Ángela Cremonte : Elvira
- Begoña Maestre : Amalia
- Juan Amen : Genaro
- Amaia Lizarralde : la Topete
- Lluís Marco : Monsieur Gonzalo
- Fermí Reixach : aumônier de la prison
- Joaquín Perles : lieutenant Sierra
- Lola Casamayor : Reme
- Manuel García Merino : Cura
- Javier Mora : Alberto
- Blanca Apilánez : Doña María

## Festivals
- 2011 : sélection officielle du Festival de Saint-Sébastien
- 2011 : sélection au Festival du film de Londres[3]

## Palmarès
- 2011 : Festival international du film de Saint-Sébastien